# Henryk I (margrabia Miśni i Łużyc)
Henryk I (ur. ok. 1070 r., zm. w 1103 r.) – margrabia Łużyc od 1081 r., margrabia Miśni od 1089 r.

## Życiorys
Henryk był synem margrabiego Łużyc Dedo I z jego drugiego małżeństwa z Adelą, córką hrabiego Louvain Lamberta II. Po śmierci ojca w 1075 r. Henryk odziedziczył hrabstwo Eilenburga; Marchię Łużycką, którą także władał jego ojciec, król Niemiec Henryk IV Salicki przekazał wówczas księciu czeskiemu Wratysławowi II, a młody Henryk został oddany na dwór królewski. Jednak już w 1081 r. Henryk otrzymał Marchię Łużycką, a w 1089 r., po odsunięciu Ekberta II, także Marchię Miśnieńską. Jako pierwszy z rodu Wettynów połączył te kraje pod jednym berłem – odtąd będą one stanowić główną bazę terytorialną tej dynastii. Prawdopodobnie w 1102 r. Henryk poślubił Gertrudę, córkę margrabiego Miśni Ekberta I (wdowę po hrabim Katlenburga Dytryku II i margrabim Fryzji Henryku z Northeimu, a zarazem siostrę swego poprzednika w Miśni, Ekberta II). Dzięki temu ożenkowi umocnił swoje prawa do Miśni, a także znacznie powiększył bazę materialną o dobra rodowe żony. W 1103 r. urodził mu się syn Henryk II. W tym samym roku Henryk I zginął w bitwie przeciwko Słowianom nad Nysą.